# Пєсков Євген Віталійович
Пєсков Євген Віталійович (*22 вересня 1981, Запоріжжя) — український футболіст, захисник МФК «Миколаїв». 

## Досягнення
- Володар Кубка України: 2009
- Фіналіст Суперкубка України: 2009